# Rimicaris hybisae
Rimicaris hybisae là một loài tôm sống ở vùng đáy biển vùng quần đảo Cayman thuộc Anh, ở gần miệng núi lửa cực sâu dưới đáy biển Caribe và có liên hệ với loài tôm Rimicaris exoculata. Đây là một loài tôm mới được phát hiện và các nhà khoa học đặt tên cho loài tôm mới là Rimicaris hybisae, theo tên của thiết bị lặn biển đã thu thập được chúng.

## Đặc điểm
Loài tôm này được cho là sống sâu hơn bất kỳ loài tôm nào từng được biết tới trên thế giới. Chúng sống ở độ sâu dưới 5.000 m, trong một khe nứt dưới đáy biển nơi có một ngọn núi lửa được biết tới với tên gọi là "Khói đen" vẫn đang phun các dòng nước nóng vào đại dương. Chúng có thể sinh sống nơi nhiệt độ nước có thể lên tới 450 °C một môi trường có nhiệt độ nước cao gấp 4,5 lần nhiệt độ nước sôi mà không bị nấu chín.
Dù điều kiện khắc nghiệt, những con tôm này vẫn sống thành từng đàn với mật độ lên đến 2.000 cá thể/m2 xung quanh miệng núi lửa cao 6m với vô số các lỗ thông hơi, nơi phun trào khá nhiều khoáng chất. Loài tôm này thiếu đôi mắt bình thường nhưng bù lại, chúng có một cơ quan cảm thụ ánh sáng trên lưng giúp điều hướng trong điều kiện ánh sáng rất mờ nhạt.